# يوجين نوغينت
يوجين نوغينت (بالإنجليزية: Eugene Nugent)‏ هو دبلوماسي أيرلندي، ولد في 21 أكتوبر 1958 في جزيرة أيرلندا في المملكة المتحدة.